# 暹羅車站

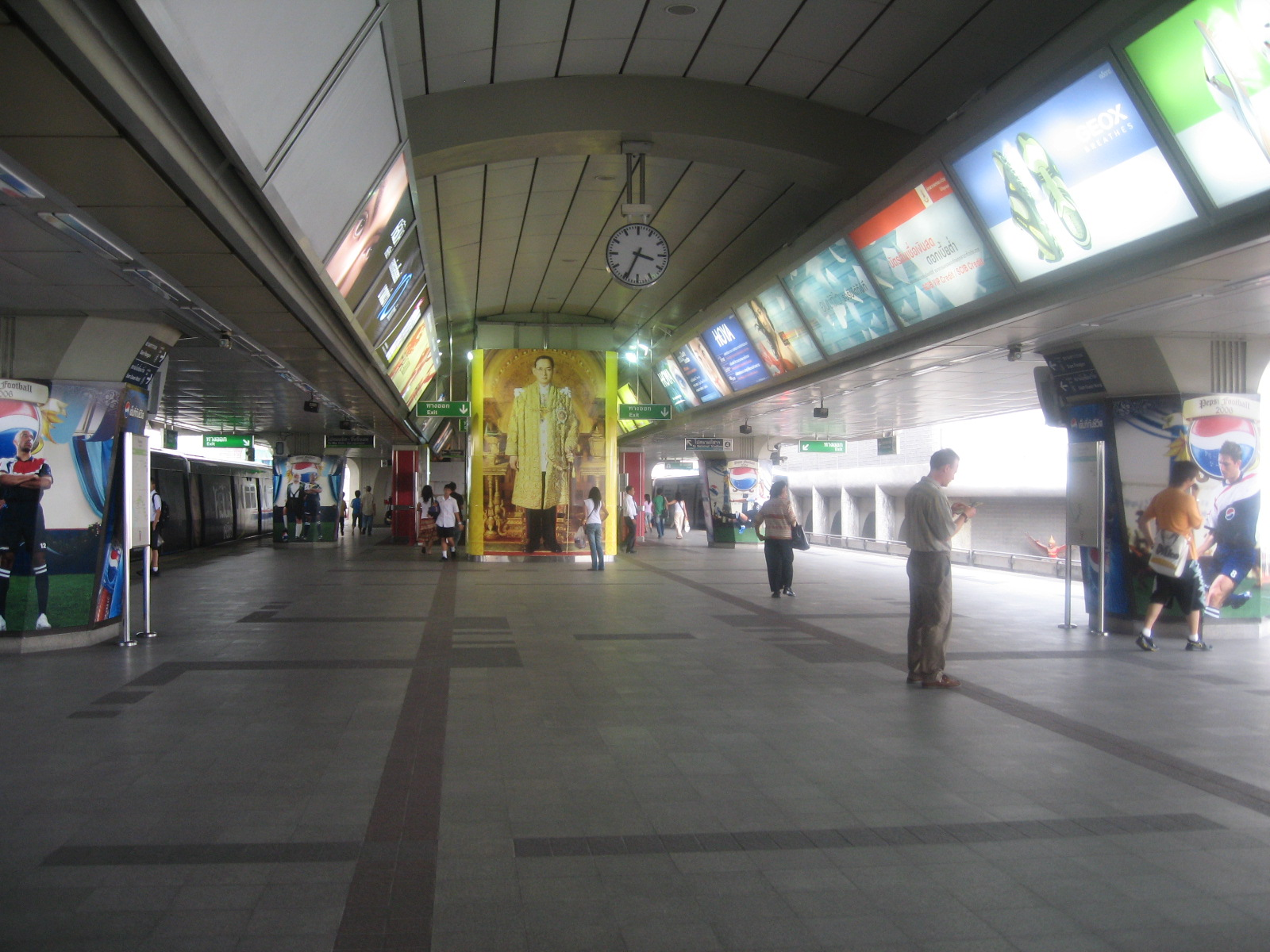
暹羅車站的下層月台，列車分別前往素坤逸線的北寧站及是隆線的曼瓦站

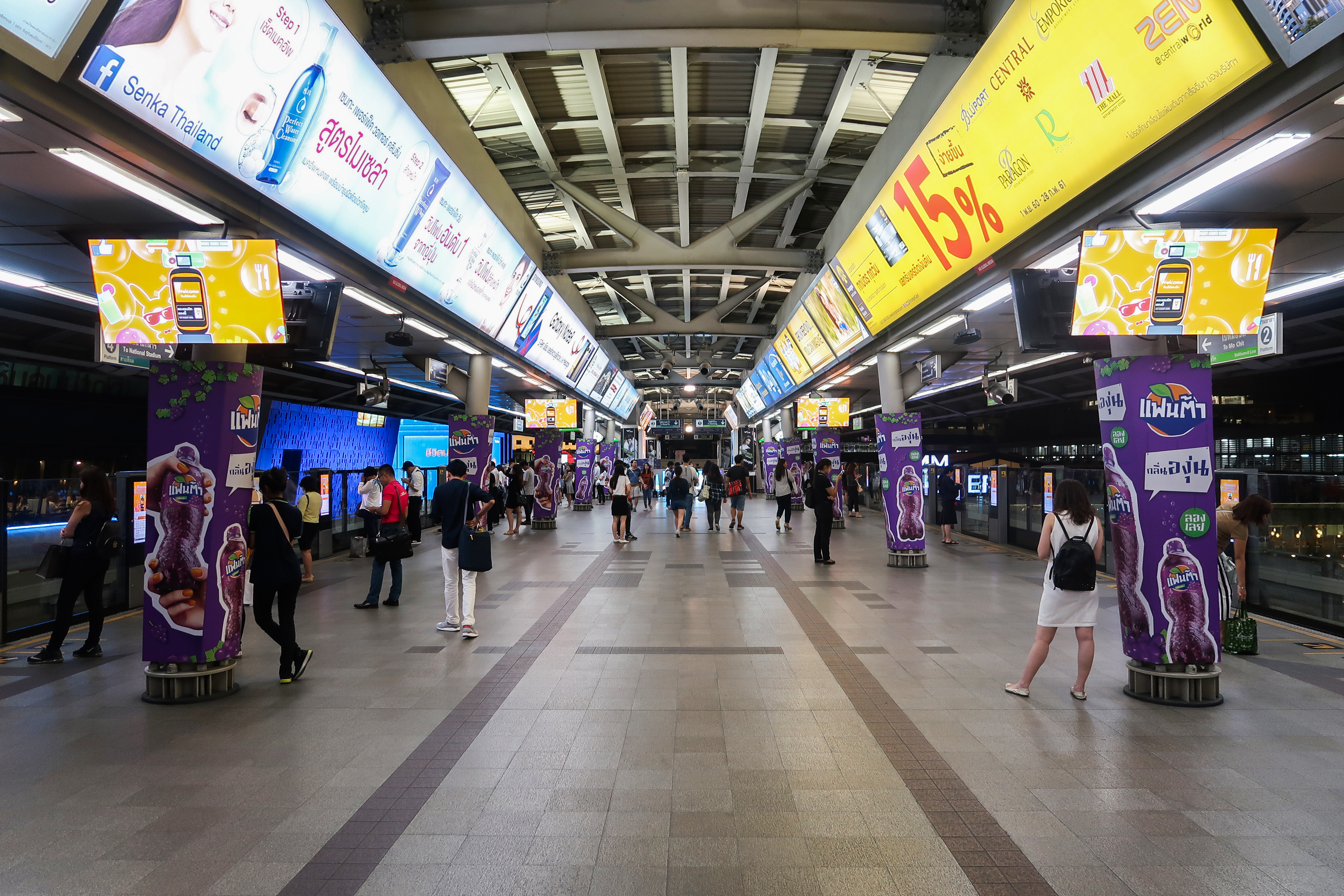
暹羅車站的上層月台，列車分別前往素坤逸線的慕七站及是隆線的國家運動場站

暹羅站（音素換寫：S̄t̄hānī s̄yām，皇家轉寫：Sathani Sayam，發音：[sā.tʰǎː.nīː sā.jǎːm]）位於泰國曼谷巴吞旺縣的拉瑪一世路，為曼谷BTS（高架電車）蘇坤蔚線及席隆線上的一座同月台平行轉乘高架車站，站碼為CEN。本站為整個曼谷BTS裡唯一的轉乘站，乘客可以在此换乘素坤逸线和是隆線。同时，此站是位于曼谷最繁忙的购物中心暹罗区，曼谷数家大型商场暹羅廣場、Siam Center、暹罗百丽宫、MBK購物中心皆坐落于此，因此此站也是目前曼谷天铁系统中最大及最繁忙的車站，每天客流量高達40,000至50,000人次。暹羅車站是曼谷BTS裡唯一採用島式月台縮短換車距離的車站，其它車站均以側式月台興建。

## 车站构造
此站的上層月台讓乘客們轉乘前往國家運動場車站及慕七車站的列車，而下層月台讓乘客們轉乘前往北寧車站及曼瓦車站的列車。本站設有天橋連接暹罗百丽宫及暹罗中心購物中心，本站亦毗鄰暹羅廣場。此外，還有一條與鐵路平行的天橋連接此站至Central World Plaza、Ratchaprasong轉運站及七隆車站。
| U4 | 2站台                                                  |  | 素坤逸线列车往慕七方向                                                                         |                                                                                                |
| U4 | 島式月台，素坤逸线列车左侧车门、是隆线列车右侧车门开启 |  |                                                                                                |                                                                                                |
| U4 | 4站台                                                  |  | 是隆線列车往国家运动场方向                                                                     |                                                                                                |
| U3 | 1站台                                                  |  | 素坤逸线列车往三榕方向                                                                         |                                                                                                |
| U3 | 島式月台，素坤逸线列车右侧车门、是隆线列车左侧车门开启 |  |                                                                                                |                                                                                                |
| U3 | 3站台                                                  |  | 是隆線列车往曼瓦方向                                                                           |                                                                                                |
| U2 | 站廳                                                   |  | 1-6出入口，客务中心，票务服务，自动售票机 天桥连接沙炎模範商業中心、沙炎中心、中央世界商業中心 | 1-6出入口，客务中心，票务服务，自动售票机 天桥连接沙炎模範商業中心、沙炎中心、中央世界商業中心 |
| G  | 地面                                                   |  | 巴士站，暹羅廣場                                                                               | 巴士站，暹羅廣場                                                                               |

## 鄰近地點
- 商場：
  - 出口 2：暹羅廣場
  - 出口 2：群僑商業中心
  - 出口 5：暹罗百丽宫
  - 出口 1：暹罗中心
- 佛寺：
  - 出口 5：巴吞哇那南寺（Wat Pathum Wana Ram）
- 出口 2：朱拉隆功大學

## 外部連結
- 曼谷集體運輸系統（架空電車）的官方網站
- 曼谷地鐵的官方網站